# 메리언 매카고

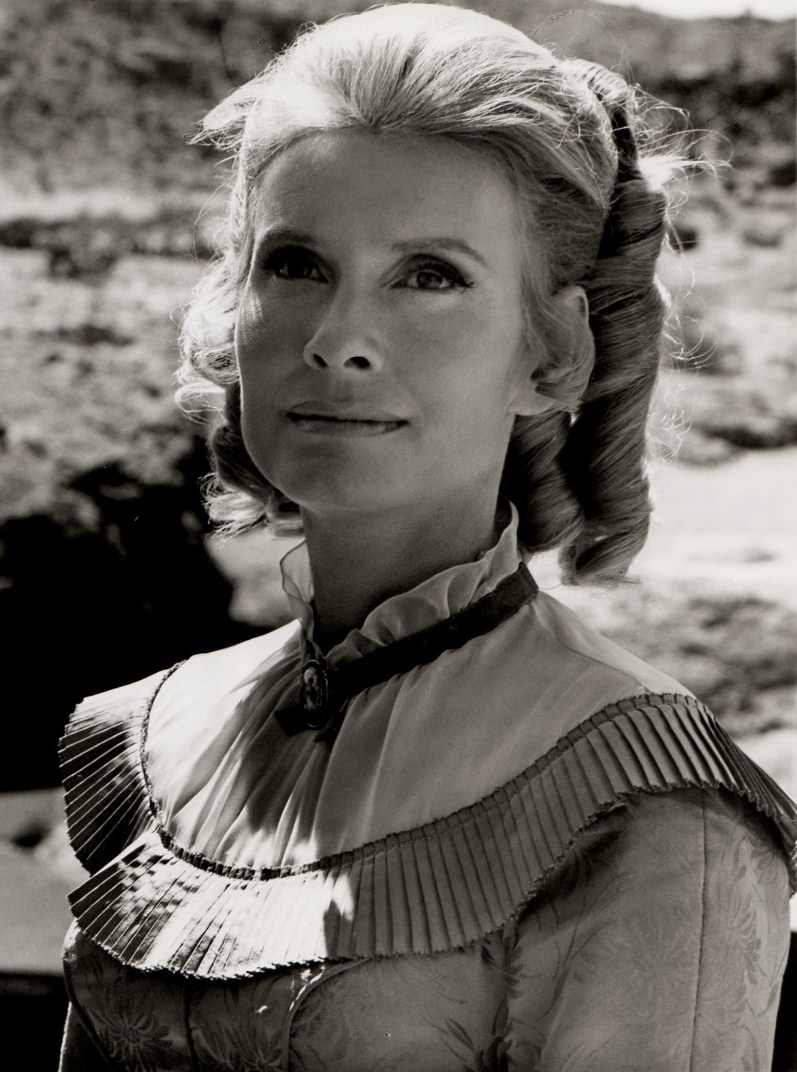

메리언 매카고(영어: Marian McCargo, 1932년 3월 18일 ~ 2004년 4월 7일)는 미국의 테니스 선수 겸 배우이다.
피츠버그에서 태어났으며 샌타모니카에서 사망하였다. 사인은 췌장암이다. 포리스트 론 메모리얼 파크에 매장되었다.

## 영화
- 철인들 (1969년)
- 페리 메이슨 (1957년)